# Alderminster
Alderminster est un village et une paroisse civile du Warwickshire, en Angleterre. Il est situé dans le sud du comté, à 6 km au sud de la ville de Stratford-upon-Avon. Administrativement, il relève du district de Stratford-on-Avon.

## Toponymie
Alderminster est un toponyme d'origine vieil-anglaise. Il désigne une ferme  (tūn) appartenant à une personne éminente, telle qu'un chef ou un noble (ealdormann, aldormann). Il est attesté sous la forme Aldermanneston en 1167.

## Démographie
Au recensement de 2011, la paroisse civile d'Alderminster comptait 491 habitants.